# شقه‌کردن به عبارت
شقه‌کردن به عبارت (به انگلیسی: Phrase chunking) یک مرحله از پردازش زبان‌های طبیعی است، که یک جمله را به زیرسازه‌هایش جداسازی و بخش (قطعه) بندی می‌کند. مثلاً یک جمله به عبارات اسمی(NP)، عبارات فعلی(VP)، یا عبارات حرف‌اضافه(PP) شقه‌بندی (تکه‌بندی به صورت بزرگ) می‌شود. معمولاً هر زیرسازه یا شقه توسط براکت (قلاب) علامت گذاری و مشخص می‌شود.